# Герич, Андрия
Андрия Герич (серб. Андрија Герић) — сербский волейболист, центральный блокирующий сборных Союзной Республики Югославия, Сербии и Черногории и Сербии.
Выступал за «Войводину» Нови-Сад (1993/94—1998/99, 2011/12), итальянские «Монтикьяри» (1999/00—2000/01), «Мачерату» (2001/02, 2003/04—2007/08) и «Латину» (2002/03, 2009/10), греческий «Панатинаикос» (2008/09), турецкий «Фенербахче» (2010/11). В сборной Югославии дебютировал в 1995 году, в 2007—2009 годах играл за сборную Сербии.

## Достижения

### Со сборными
- Олимпийский чемпион (2000).
- Бронзовый призёр Олимпийских игр (1996).
- Серебряный призёр чемпионата мира (1998).
- Чемпион Европы (2001), серебряный (1997) и бронзовый (1995, 1999, 2005, 2007) призёр чемпионатов Европы.
- Серебряный (2003, 2005, 2008, 2009) и бронзовый (2002, 2004) призёр Мировой лиги.
- Бронзовый призёр Кубка мира (2003).
- Бронзовый призёр Всемирного Кубка чемпионов (2001).

### С клубами
- 6-кратный чемпион Югославии (1993/94—1998/99).
- Чемпион Италии (2005/06).
- Обладатель Кубка Италии (2008).
- Обладатель Суперкубка Италии (2006).
- Серебряный призёр чемпионата Греции (2008/09).
- Чемпион Турции (2010/11).
- Победитель Лиги чемпионов (2001/02).
- Победитель Кубка CEV (2004/05, 2005/06), финалист (2008/09).

### Личные
- Лучший блокирующий Мировой лиги (2003).
- Лучший подающий Мировой лиги (2003).
- Лучший блокирующий Кубка мира (2003).